# Aberratio ictus
In diritto penale, la locuzione latina aberratio ictus si riferisce a un'ipotesi d'errore nella fase esecutiva di un reato, che si verifica quando il reo offende una persona diversa dalla vittima designata. Esempio: Tizio esplode un colpo d'arma da fuoco contro Caio, ma sbagliando la mira colpisce Sempronio; in questo caso l'evento voluto dal reo (ferimento o uccisione) si realizza nei confronti di un soggetto diverso da quello al quale era diretta l'offesa.

## Disciplina codicistica
Il codice penale italiano disciplina l'aberratio ictus all'art. 82 (Offesa di persona diversa da quella alla quale l'offesa era diretta).
art. 82 c.p.
Quando, per errore nell'uso dei mezzi di esecuzione del reato, o per un'altra causa, è cagionata offesa a persona diversa da quella alla quale l'offesa era diretta, il colpevole risponde come se avesse commesso il reato in danno della persona che voleva offendere, salve, per quanto riguarda le circostanze aggravanti e attenuanti, le disposizioni dell'articolo 60.
Qualora, oltre alla persona diversa, sia offesa anche quella alla quale l'offesa era diretta, il colpevole soggiace alla pena stabilita per il reato più grave, aumentata fino alla metà.
Dalla norma discende la distinzione tra due forme di aberratio ictus.

### Aberratio ictusmonolesiva
L'aberratio ictus monoffensiva o monolesiva, descritta dal primo comma, consiste nel cagionare offesa solo alla persona diversa dalla vittima designata. Il reo risponde del fatto come se l'avesse commesso nei confronti di quest'ultima. Nell'esempio sopra citato, Tizio risponderà dunque dell'omicidio o della lesione personale (dolosi) di Sempronio, salva solo l'applicazione dell'art. 60 c.p. (Errore sulla persona dell'offeso), più favorevole al reo, in tema di circostanze aggravanti e attenuanti.

### Aberratio ictusplurilesiva
L'aberratio ictus plurioffensiva o plurilesiva, descritta dal secondo comma, consiste nel cagionare offesa a una persona diversa oltre che alla vittima designata. In questo caso il reo risponde del reato più grave, con un aumento di pena fino alla metà.

## Titolo di responsabilità
La dottrina discute se l'aberratio ictus dia luogo, o no, a un'ipotesi di responsabilità oggettiva (vietata dall'art. 27 Cost.).
La risposta è negativa se si considera che l'identità della persona offesa non è oggetto del dolo. In caso di aberratio ictus, il reo realizzerebbe un'offesa «normativamente equivalente» a quella voluta: Tizio voleva uccidere un uomo e ha appunto ucciso un uomo, anche se diverso dalla vittima designata.
La risposta è invece affermativa se si ritiene che il dolo riguardi non l'evento astratto («uccisione di un uomo»), ma l'evento concreto («uccisione di Caio»). Tizio, che voleva uccidere Caio, ha escluso o non si è neppure raffigurato la possibilità di uccidere al suo posto Sempronio. Se l'art. 82 c.p. non esistesse, egli risponderebbe di tentato omicidio nei confronti di Caio e di omicidio colposo nei confronti di Sempronio; dunque la norma, punendolo per omicidio volontario, prevederebbe in realtà una responsabilità oggettiva.
Per quanto riguarda l'aberratio ictus plurilesiva, invece, è stata proposta una reinterpretazione dell'art. 82 c.p., al fine di renderlo maggiormente conforme ai principi costituzionali in tema di colpevolezza: il reo dovrebbe rispondere (a titolo di dolo) solo se il suo errore è dovuto almeno a colpa; cioè se si può accertare che un uomo ragionevole, al suo posto, avrebbe potuto essere più prudente e accorgersi della possibilità di colpire una persona ulteriore rispetto alla vittima designata. Il risultato è però paradossale, come se il legislatore prescrivesse al contempo: a) di non tenere la condotta aggressiva volontaria, ma b) di tenerla nel rispetto delle regole cautelari per evitare l'offesa di persone diverse dalla vittima designata.
Per superare quest'evidente contraddizione, parte della dottrina suggerisce di avere riguardo alla prevedibilità in concreto, da parte del reo, della possibilità di colpire una vittima diversa da quella designata. Ai fini della responsabilità penale, si tratterebbe cioè di accertare un minimo di colpevolezza diverso dalla violazione di regole cautelari che dà luogo a colpa, e legato invece alla semplice prevedibilità (concreta) dell'evento aberrante.
In giurisprudenza non sono prese in considerazione le questioni di illegittimità costituzionale perorate dalla dottrina, poiché l'aberratio ictus è comunque una volontà di commettere il reato.